# Copa Asociación de Baloncesto Femenino
La Copa Asociación fue un trofeo de baloncesto español. Lo organizaba la Asociación de Clubs Españoles de Baloncesto Femenino (ACEBF) de igual manera que lo hacía la ACB (ACEB por entonces) con la Copa Príncipe, es decir, una competición organizada por los propios clubs en vez de la federación, pero al igual que ésta los equipos no se la tomaban en serio aun teniendo la recompensa de una plaza para jugar competición europea (en sus dos primeras ediciones) o una plaza para la fase final de la Copa de Reina. Los clubes alineaban a las suplentes o las filiales para las disputas de los partidos y el interés era bajo. Se le añadió que no tuvo regularidad ya que se suspendió en un par de ocasiones. Al final, de igual manera que su homóloga masculina se acabó por cancelar en el año 1990.

## Sistema de competición
Equipos participantes:
- Primera edición: La disputan los cuatro equipos que caen eliminados en cuartos de final de la Primera División Femenina.
- Segunda edición: La disputan todos los equipos de Primera División Femenina excepto los 4 semifinalistas de las eliminatorias por el título.
- Tercera edición: La disputan los equipos clasificados entre los puestos 6º y el 13º de la Primera División Femenina.

Formato de competición:
- Los cuartos de final se juegan a ida y vuelta.
- Las semifinales, se juegan eliminatorias al mejor de 3 partidos (los segundos y terceros encuentros se juegan en casa del mejor clasificado en la fase anterior).
- Los cuatro últimos equipos clasificados disputan una final a 4, que se juega a un solo partido en campo neutral (excepto en la primera edición).

Clasificación para:
- El ganador adquiere el derecho a jugar la Copa Ronchetti (primeras dos ediciones).
- El ganador adquiere el derecho a jugar la Copa de la Reina (tercera edición).

## Historial
A continuación se muestran todos los campeones de la historia de la competición, desde que se inaugurase en la temporada 1986.
| Ed.           | Año  | Formato | Campeón                      | Res.  | Subcampeón        | Sede(s)                      | Notas                        |
| ------------- | ---- | ------- | ---------------------------- | ----- | ----------------- | ---------------------------- | ---------------------------- |
| I             | 1986 | A4      | Avon Alcalá (1)              | 2–0   | Caixa Girona      | Figueras y Alcalá de Henares | Final al mejor de 3 partidos |
| No se disputó |      |         |                              |       |                   |                              |                              |
| II            | 1988 | A8      | Natural Cusí – El Masnou (1) | 68–66 | Arjeriz Xuncas    | Madrid                       | Final a cuatro.              |
| No se disputó |      |         |                              |       |                   |                              |                              |
| III           | 1990 | A8      | Caixa Tarragona (1)          | 79–70 | Canoe Caja Postal | Tortosa                      | Final a cuatro.              |

## Palmarés
| Club                     | Campeonatos | Años |
| ------------------------ | ----------- | ---- |
| Avon Alcalá              | 1           | 1986 |
| Natural Cusí – El Masnou | 1           | 1988 |
| C.B. Tortosa             | 1           | 1990 |